# Cephalophoxus regium
Cephalophoxus regium är en kräftdjursart som först beskrevs av Barnard 1930.  Cephalophoxus regium ingår i släktet Cephalophoxus och familjen Phoxocephalidae. Inga underarter finns listade i Catalogue of Life.